# Éditions du Rouergue
Pour les articles homonymes, voir Rouergue.
Les Éditions du Rouergue sont une maison d'édition littéraire française.
Fondées en 1986 à Rodez (ville de l'ancienne province du Rouergue), elles ont fait l'objet d'une prise de participation majoritaire par Actes Sud en 2005. Les Éditions du Rouergue ne sont plus dirigées par leur fondatrice, Danielle Dastugue depuis 2010, mais par Alzira Martins.
L'équipe se partage aujourd'hui sur deux lieux : Arles et Rodez. Comme Actes Sud (à Arles), Le Bord de l'eau (à Lormont) et d'autres maisons d'édition, le Rouergue présente la particularité de ne pas être située à Paris.

## Caractéristiques
Le Département jeunesse des Éditions du Rouergue a été créé en 1994 par Olivier Douzou, qui en devient le directeur artistique. Dès lors, cette maison d'édition qui n'avait à l'origine aucune vocation pour le secteur jeunesse développe une ligne éditoriale novatrice et surprenante.
Avec la publication des Déferlantes de Claudie Gallay, en mars 2008, dans sa collection littéraire « La brune », elle signe l'un des plus gros succès de librairie français, vendu à 300 000 exemplaires et présent dans les listes des meilleures ventes pendant plus d'un an. Le livre est adapté à la télévision sous le même titre.
La polémique provoquée par la critique de Jean-François Copé en février 2014 d'un des livres édité par le département Jeunesse du RouergueTous à poil ! de Claire Franek et Marc Daniau, a provoqué un redémarrage des ventes de ce livre illustré, et une importante visibilité pour cette maison d'édition.

## Collections
Parmi les collections :
- En littérature générale :
  - La Brune (création en 1998, fondée par Sylvie Gracia[7])
  - Rouergue noir (création 2009) (polars et thrillers)
- En littérature jeunesse[8] :
  - Jeunesse (création 1994)
  - DoAdo (création 1998[7]) et sa sous-collection DoAdo Noir (polar) (création 2005)
  - Varia (création 2002)
  - Zig-Zag (création 2002)
  - Dacodac (création 2009)
  - Yapasphoto (création 2009)
  - Boomerang (création 2012)
  - Tictac (création 2013)
  - Epik (création 2014)

## Quelques auteurs édités
(Par ordre alphabétique)
- Laurent Courau
- Claudie Gallay
- Jochen Gerner
- Ronan Gouézec
- Fabienne Juhel
- Julia Kerninon
- Peter May
- Colin Niel
- Jean-François Paillard
- Anne Percin
- Antoine Piazza
- Jean-Michel Rabeux
- Marie-Sabine Roger
- Arnaud Rykner

## Quelques auteurs ou illustrateurs jeunesse édités
(Par ordre alphabétique)
- Frédérique Bertrand
- Rachel Corenblit
- Vincent Cuvellier
- Benjamin Desmares
- Gaëtan Dorémus
- Olivier Douzou
- Elzbieta
- Élise Fontenaille
- Michel Galvin
- Jean Gourounas
- Guillaume Guéraud
- Régis Lejonc
- Bart Moeyaert
- Stéphane Servant
- Arnaud Tiercelin
- Hélène Vignal
- Christian Voltz

## Quelques prix littéraires

### Littérature
- Prix Alain-Fournier 2001 pour Adeline Yzac, Le Dernier de la Lune
- Prix Renaissance de la Nouvelle 2004 pour Georges Thinès, Le Voyageur lacunaire
- Prix des lecteurs de la Ville de Brive-la-Gaillarde 2008 pour Claudie Gallay, Les Déferlantes
- Prix Polar Intramuros 2007 pour Peter May, Cadavres chinois à Houston
- Prix Senghor 2008 pour Gilles D. Perez, Le Goût des abricots secs
- Prix Culture et Bibliothèques pour tous (CBPT) 2009 pour Claudie Gallay, Les Déferlantes
- Grand prix des lectrices de Elle 2009 pour Claudie Gallay, Les Déferlantes
- Prix Livre & Mer Henri-Queffélec 2009 pour Claudie Gallay, Les Déferlantes
- Prix des Lecteurs du Télégramme - Prix Jean-Pierre-Coudurier 2009 pour Claudie Gallay, Les Déferlantes
- Prix Rosine Perrier 2009 pour Claudie Gallay, Les Déferlantes
- Prix Littéraire de la Ville de Caen 2009 pour Claudie Gallay, Les Déferlantes
- Prix des Lecteurs du Télégramme 2010 pour Peter May, L'Île des chasseurs d'oiseaux
- Prix Jean-Monnet des jeunes européens 2010 pour Stefan Brijs, Bonheur fantôme
- Prix Jean d'Heurs du roman historique 2011 pour Arnaud Rykner, Le Wagon
- Prix littéraire des hebdos en région 2011 pour Marie-Sabine Roger, Vivement l'avenir
- Prix des Lecteurs du Télégramme 2012 pour Peter May, L'Homme de Lewis
- Prix des Ancres noires 2012 pour Peter May, L'Homme de Lewis
- Prix Polar international 2012 pour Peter May, Le Braconnier du lac perdu
- Prix Alain-Fournier 2014 pour Gaël Brunet, La Battue
- Prix Françoise-Sagan 2014 pour Julia Kerninon, Buvard
- Prix des Ancres noires 2014 pour Colin Niel, Les Hamacs de carton

### Littérature jeunesse
- Pomme d'Or de la Biennale d'illustration de Bratislava (BIB) 1997[9] pour les illustrations d'Isabelle Chatellard de l'album Les Chocottes, écrit par Olivier Douzou
- Prix Sorcières 1998 (albums) pour Christian Voltz, Toujours rien
- Prix BolognaRagazzi 1999 pour Olivier Douzou (texte) et Frédérique Bertrand (ill.), On ne copie pas
- Prix Tam-Tam 2002 pour Sébastien Joanniez, Marabout d'ficelle
- Prix Baobab 2002 pour Régis Lejonc et Martin Jarrie, Au bout du compte
- Prix Bernard Versele 2003 pour Christian Voltz, C'est pas ma faute !
- Prix Octogones 2004 pour Adeline Yzac, Le jour des oies sauvages
- Prix Bernard Versele 2004 (2 chouettes) pour Jean Gourounas, Avis de tempête
- Prix Bernard Versele 2004 (4 chouettes) pour Vincent Cuvellier, La Chauffeuse de bus
- Prix Tam-Tam 2004 pour Vincent Cuvellier, Tu parles, Charles !
- Prix Bernard Versele 2005 (1 chouette) pour Jean Gourounas, Grosse légume
- Prix Sorcières 2005 (tout-petits) pour  Jean Gourounas, Grosse légume
- Prix Bernard Versele 2006 (4 chouettes) pour Vincent Cuvellier et Charles Dutertre, Tu parles, Charles
- Prix Polar jeunesse 2007 pour Sylvie Deshors, Anges de Berlin
- Prix Sorcières 2007 (albums) pour Christian Voltz, La Caresse du papillon
- Prix Sorcières 2007 (romans jeunesse) pour Guillaume Guéraud, Je mourrai pas gibier
- Prix jeunesse et du livre 2007 pour Irène Cohen-Janca, La mine à bonbecs
- Prix Amerigo-Vespucci Jeunesse 2008 pour Bienvenue à Goma d'Isabelle Collombat
- Mention Prix BolognaRagazzi 2010 pour Vincent Cuvellier (texte), Anne Herbauts (ill.), Aurélie Luneau (recherches historiques), Olivier Mellano (musique), Ici Londres !
- Meilleur livre 2012, dans la catégorie Jeunesse, des Meilleurs livres de l'année du magazine Lire[10] pour Alex Cousseau, Les trois vies d'Antoine Anacharsis
- Prix Libbylit (de l'IBBY) 2013[11] pour Alex Cousseau, Les trois vies d'Antoine Anacharsis
- Prix Farniente 2013[12] pour  Stéphane Servant, Le cœur des louves
- Prix Goya découverte 2013 pour Ahmed Kamouz, Les Chiens de la presqu'île
- Prix Livrentête 2014[13] pour Alex Cousseau, Mon frère est un cheval / Mon cheval s'appelle orage
- Prix Polar jeunesse 2014 pour  Claudine Aubrun, Dossier océan
- Prix NRP de littérature jeunesse 2014 pour Élise Fontenaille, Les Trois sœurs et le dictateur
- Pépite de l'album 2014[14], Salon du livre et de la presse jeunesse (anciennement Prix Baobab) pour Michel Galvin, La Vie rêvée
- Grand prix de l'illustration 2015 pour Michel Galvin, La Vie rêvée[15]
- Pomme d'Or de la Biennale d'illustration de Bratislava (BIB) 2015[9] pour La nuit quand je dors... de Ronald Curchod
- Mention Prix BolognaRagazzi 2016 catégorie Fiction pour Gérard DuBois, Enfantillages
- Prix Paille en Queue 2016[16] du Salon du Livre jeunesse de l'océan Indien, Catégorie CM1-CM2-6e pour Stéphane Servant Chat par-ci, chat par-là
- Pépite du roman 2017[14],Salon du livre et de la presse jeunesse pour Benjamin Desmares, Des poings dans le ventre
- Prix BolognaRagazzi 2018[17] catégorie Fiction pour L'oiseau blanc d’Alex Cousseau et Charles Dutertre
- Mention Prix BolognaRagazzi 2018[17] catégorie Opera Prima (Première œuvre) pour  L'ascension de Saussure, Pierre Zenzius
- Prix Sorcières 2018[18] catégorie Carrément Passionnant - Maxi, pour Stéphane Servant, Sirius
- Prix Imaginales des collégiens 2019[19], pour Stéphane Servant, Sirius
- Prix des libraires du Québec 2019[20], catégorie Jeunesse, pour Stéphane Servant, Sirius
- Prix Millepages du roman fantasy 2019[21] pour Pascale Quiviger, Le Royaume de Pierre d'Angle
- Prix Bernard Versele 2019[22]  (3 chouettes) pour Gaëtan Dorémus, Minute papillon !
- Prix Bernard Versele 2019[22] (4 chouettes) pour Guillaume Guéraud, Ma grand-mère est une terreur